# Норвешка на Светском првенству у атлетици у дворани 2018.
Норвешка је на 17. Светском првенству у атлетици у дворани 2018. одржаном у Бирмингему од 1. до 4. марта учествовала четрнаести пут. Репрезентацију Норвешке представљала су 3 атлетичара (1 мушкарац и 2 жене) који су се такмичили у три дисциплине (1 мушка и 2 женске).,
На овом првенству такмичари Норвешке нису освојили ниједну медаљу али су оборили један лични рекорд.
У табели успешности (према броју и пласману такмичара који су учествовали у финалним такмичењима (првих 8 такмичара) Норвешка је са 1 учесником у финалу делила 42 место са 3 бода.
| Плас. | Земља    | 1. место | 2. место | 3. место | 4. место | 5. место | 6. место | 7. место | 8. место | Бр. финал. | Бод. |
| ----- | -------- | -------- | -------- | -------- | -------- | -------- | -------- | -------- | -------- | ---------- | ---- |
| =42.  | Норвешка | 0        | 0        | 0        | 0        | 0        | 1        | 0        | 0        | 1          | 3    |

## Учесници
| Мушкарци: - Владимир Вукичевић — 60 м препоне | Жене: - Езине Окпараебо — 60 м - Изабел Педерсен — 60 м препоне |  |

## Резултати

### Мушкарци
| Атлетичар          | Дисциплина   | Лични рекорд | Квалификације | Квалификације | Полуфинале           | Полуфинале           | Финале               | Финале       | Детаљи |
| Атлетичар          | Дисциплина   | Лични рекорд | Резултат      | Место         | Резултат             | Место                | Резултат             | Место        | Детаљи |
| ------------------ | ------------ | ------------ | ------------- | ------------- | -------------------- | -------------------- | -------------------- | ------------ | ------ |
| Владимир Вукичевић | 60 м препоне | 7,69 НР      | 7,81 (.805)   | 6. у гр. 1    | Није се квалификовао | Није се квалификовао | Није се квалификовао | 26 / 36 (37) |        |

### Жене
| Атлетичарка     | Дисциплина   | Лични рекорд | Квалификације | Квалификације | Полуфинале         | Полуфинале | Финале                | Финале      | Детаљи |
| Атлетичарка     | Дисциплина   | Лични рекорд | Резултат      | Место         | Резултат           | Место      | Резултат              | Место       | Детаљи |
| --------------- | ------------ | ------------ | ------------- | ------------- | ------------------ | ---------- | --------------------- | ----------- | ------ |
| Езине Окпараебо | 60 м         | 7,10 НР      | 7,22 КВ       | 1. у гр. 1    | 7,19               | 4. у гр. 3 | Није се квалификовала | 17 / 47     |        |
| Изабел Педерсен | 60 м препоне | 7.93         | 7,93 КВ, =ЛР  | 1. у гр. 2    | 7,86 (.859) кв, ЛР | 3. у гр. 3 | 7,94                  | 6 / 36 (37) |        |